# NGC 4630
NGC 4630 este o galaxie situată în constelația Fecioara. A fost descoperită în 2 februarie 1786 de către William Herschel. Se află la o distanță de 15,6 megaparseci de Pământ.